# Serie 307 de Renfe
La serie 307 de Renfe es un conjunto de 10 locomotoras diésel-eléctricas de 400 kW de potencia y velocidad máxima de 80 km/h.  Fabricadas en 1962 por Brissoneau et Lotz se utilizaron para servicio mixto: maniobras y línea (trenes ligeros).
Estaban dotadas de un motor diésel Sulzer sobrealimentado de 725 CV y transmisión eléctrica Brissoneau con cuatro motores eléctricos de tracción. Antes de la matriculación UIC, era la serie 10700. 
Todas las locomotoras de la serie se encuentran desguazadas. Prestaron sus servicios principalmente en Asturias y en la zona valenciana, donde eran muy conocidas remolcando los de trenes naranjeros, de ahí que fuesen conocidas entre los ferroviarios como 'Las Valencianas'.